# Lista de deputados estaduais de Mato Grosso da 17.ª legislatura
Essa é uma lista de deputados estaduais do Mato Grosso eleitos para o período 2011-2015.

## Composição das bancadas
| Partido | Líder            | Bancada | Posição      |
| ------- | ---------------- | ------- | ------------ |
| PR      | Sérgio Ricardo   | 6 / 24  | Governo      |
| PP      | Ezequiel Fonseca | 5 / 24  | Governo      |
| PMDB    | Dr. Walace       | 5 / 24  | Governo      |
| DEM     | Zé Domingos      | 2 / 24  | Oposição     |
| PPS     | Percival Muniz   | 1 / 24  | Independente |
| PSDB    | Guilherme Maluf  | 1 / 24  | Oposição     |
| PT      | Ademir Bunetto   | 1 / 24  | Governo      |
| PTB     | Luiz Marinho     | 1 / 24  | Independente |
| PDT     | Zeca Viana       | 1 / 24  | Oposição     |
| PSB     | Luciane Bezerra  | 1 / 24  | Independente |

## Deputados estaduais
Foram eleitos vinte e quatro (24) deputados estaduais pelo Mato Grosso.
| Número | Deputados estaduais eleitos | Partido | Votação | Percentual | Cidade onde nasceu | Unidade federativa |
| 11234  | José Riva                   | PP      | 93.594  | 6,13%      | Guaçuí             | Espírito Santo     |
| 22333  | Sérgio Ricardo              | PR      | 87.407  | 5,73%      | Marília            | São Paulo          |
| 22022  | Sebastião Rezende           | PR      | 51.552  | 3,38%      | Rondonópolis       | Mato Grosso        |
| 22040  | Mauro Savi                  | PR      | 47.663  | 3,12%      | Medianeira         | Paraná             |
| 22999  | Wagner Ramos                | PR      | 32.270  | 2,11%      | São Paulo          | São Paulo          |
| 15151  | Romoaldo Boraczynski Jr     | PMDB    | 29.507  | 1,93%      | Paranavaí          | Paraná             |
| 15200  | Baiano Filho                | PMDB    | 28.407  | 1,86%      | Dracena            | São Paulo          |
| 11456  | Ezequiel Fonseca            | PP      | 26.443  | 1,73%      | Santa Albertina    | São Paulo          |
| 25456  | Zé Domingos                 | DEM     | 26.431  | 1,73%      | Nortelândia        | Mato Grosso        |
| 23123  | Percival Muniz              | PPS     | 26.178  | 1,72%      | Guiratinga         | Mato Grosso        |
| 45000  | Guilherme Maluf             | PSDB    | 26.156  | 1,71%      | Cuiabá             | Mato Grosso        |
| 15000  | Dr. Walace Guimarães        | PMDB    | 25.129  | 1,65%      | Mucurici           | Espírito Santo     |
| 15123  | Nilson Santos               | PMDB    | 24.638  | 1,61%      | Brasilândia        | Mato Grosso do Sul |
| 13000  | Ademir Bunetto              | PT      | 23.693  | 1,55%      | Paim Filho         | Rio Grande do Sul  |
| 22666  | João Malheiros              | PR      | 23.551  | 1,54%      | Cuiabá             | Mato Grosso        |
| 15015  | Teté Bezerra                | PMDB    | 22.964  | 1,50%      | Pirajuí            | São Paulo          |
| 22123  | J.Barreto                   | PR      | 22.825  | 1,50%      | Campo Grande       | Mato Grosso do Sul |
| 25125  | Dilmar Dal Bosco            | DEM     | 22.284  | 1,46%      | Galvão             | Santa Catarina     |
| 14650  | Luiz Marinho                | PTB     | 20.094  | 1,32%      | Várzea Grande      | Mato Grosso        |
| 11222  | Airton Rondina (Português)  | PP      | 19.712  | 1,29%      | Dourados           | Mato Grosso do Sul |
| 11015  | Walater Rabello             | PP      | 18.696  | 1,23%      | São Paulo          | São Paulo          |
| 11211  | Dr. Antônio Azambuja        | PP      | 18.485  | 1,21%      | Pontes e Lacerda   | Mato Grosso        |
| 12345  | Zeca Viana                  | PDT     | 16.695  | 1,09%      | Francisco Beltrão  | Paraná             |
| 40300  | Luciane Bezerra             | PSB     | 14.294  | 0,94%      | Paraguaçu Paulista | São Paulo          |